# Faleristica

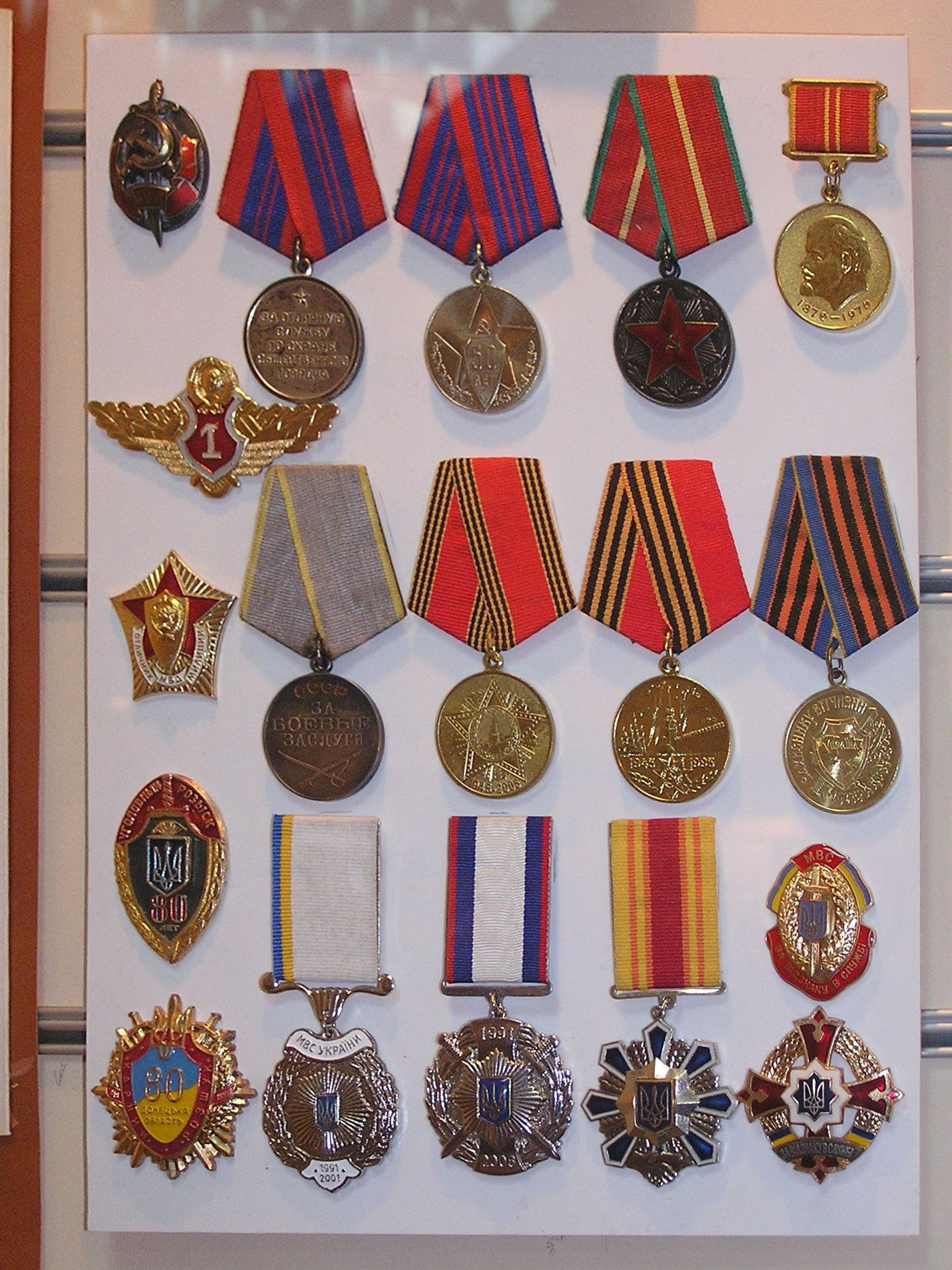
Medaglie al museo di storia di Donec'k.

La faleristica è una disciplina dedicata alla collezione e allo studio delle onorificenze, delle medaglie e di ogni altro segno di distinzione civile o militare. Considerata un tempo una branca della numismatica, a partire dalla seconda metà del XX secolo ha assunto una sempre maggiore autonomia, venendo considerata una disciplina totalmente distinta.

## Storia
Il termine venne coniato nel 1936 da Kristian Turnwald e Oldřich Pilc.
Il termine tecnico deriva dal greco τά φάλαρα che nei testi classici era usata per indicare le decorazioni metalliche che si trovavano apposte sugli elmi dei guerrieri e sui finimenti dei cavalli dei soldati greci, termine ripreso poi dai romani con il nome di phalerae per indicare i medaglioni applicati sulla lorica degli ufficiali.

## Campi di studio
La faleristica concentra il proprio campo di studio attorno alle decorazioni ufficiali e non ufficiali (religiose, associative, d'impresa) conferite a persone fisiche o morali, suddivisi per antichità o epoca di concessione, oltre che per tipologia:
- ordini cavallereschi
- ordini di merito
- ordini militari
- decorazioni
- medaglie
- insegne

La ricerca si spinge quindi alle varie tipologie di enti di emissione delle varie decorazioni e ai decreti di concessione, comprendendo quindi anche il collezionismo cartaceo di diplomi e onorificenze.